# Micropolyclithrum parvum
Micropolyclithrum parvum är en plattmaskart. Micropolyclithrum parvum ingår i släktet Micropolyclithrum och familjen Gyrodactylidae. Inga underarter finns listade i Catalogue of Life.